# Escuela Cheng-Zhu
La escuela Cheng-Zhu (en chino, 程朱理學, pinyin: Chéng Zhū lǐxué), es una de las principales escuelas filosóficas del neoconfucianismo, basada en las ideas de los filósofos neoconfucianos Cheng Yi, Cheng Hao y Zhu Xi. Se le conoce también como la Escuela Racionalista. Las ideas de la  escuela Cheng-Zhu constituyeron la ortodoxia oficial durante la China imperial tardía (dinastías Ming y Qing), sancionada por el Estado e incorporada al sistema de exámenes de la función pública imperial desde el siglo XIV hasta principios del siglo XX, si bien sufrió una suerte de deserción intelectual en el siglo XVIII.

## Metafísica
La formulación del filósofo Zhu Xi de la cosmovisión neoconfuciana incluye la creencia en que el Dao (en chino: 道, lit., 'camino') del Tian (en chino: 天, lit., 'cielo') se expresa en principio o lì (en chino: 理; pinyin: lǐ; lit., 'principio racional', 'ley', la razón subyacente y el orden de la naturaleza reflejados en sus formas orgánicas), pero que está envuelto en materia o qì (en chino: 氣; fuerza vital o material). En este respecto, su sistema filosófico se basa en sistemas budistas de la época que dividían las cosas en principio (de nuevo, li) y shì (en chino: 事).
Los neoconfucianos no creían en un mundo externo desconectado del mundo de la materia, a diferencia de budistas y taoístas. Asimismo, en general los neoconfucianos rechazaban la idea de la reencarnación y la creencia relacionada del karma.

## Naturaleza humana y racionalidad
En la formulación neoconfuciana, el lì en sí mismo es puro y casi perfecto, pero al añadirse el qì, surgen emociones básicas y conflictos. Desde la perspectiva neoconfusiana (siguiendo Mencio), la naturaleza humana es originalmente buena pero no pura, a menos que se tomen medidas para purificarla. El imperativo constituye entonces purificar el lì propio.
Distintos neoconfucianos tenían perspectivas diferentes respecto a cómo lograr estos. Zhu Xi creía en géwù (en chino: 格物), la 'investigación de cosas', esencialmente una forma académica de ciencia observacional, basada en la idea de que el lì se encuentra dentro del mundo.